# Taraconica betsimisaraka
Taraconica betsimisaraka là một loài bướm đêm trong họ Noctuidae.